# Игнатьев, Максим Иванович
Макси́м Ива́нович Игна́тьев (род. 29 июля 1986) — российский боксёр, представитель лёгкой и первой полусредней весовых категорий. Выступал за сборную России по боксу в середине 2000-х — начале 2010-х годов, двукратный чемпион России, участник чемпионатов Европы и мира, победитель юниорских европейских и мировых первенств, серебряный призёр командного Кубка мира, серебряный призёр чемпионата мира среди военнослужащих. На соревнованиях представлял Новосибирскую и Московскую области, мастер спорта России международного класса.

## Биография
Максим Игнатьев родился 29 июля 1986 года в посёлке Яшкино Кемеровской области, впоследствии переехал на постоянное жительство в Новосибирск. Активно заниматься боксом начал в возрасте восьми лет по примеру старшего брата Сергея, который впоследствии тоже стал довольно известным боксёром. Первое время проходил подготовку под руководством детского тренера Г. А. Афанасенко, позже был подопечным заслуженных тренеров России Ю. В. Емельянова и Ю. А. Кулясова в новосибирском спортивном клубе «Ленинский».
Впервые заявил о себе в 2003 году, выиграв чемпионат мира среди кадетов в Бухаресте. Кроме того, одержал победу на международном турнире «Золотая перчатка Воеводины» в Сербии и Черногории. В 2005 году победил на международном турнире в Ногинске и был лучшим на юношеском чемпионате Европы в Таллине.
Первого серьёзного успеха на взрослом уровне добился в сезоне 2006 года, когда в лёгкой весовой категории одержал победу на чемпионате России в Ханты-Мансийске, выиграв в финале у Эдуарда Амбарцумяна, и вошёл в состав российской национальной сборной. В том же сезоне в составе сборной страны получил серебряные медали на чемпионате мира среди военнослужащих в Германии и в зачёте командного Кубка мира в Азербайджане. Год спустя на национальном первенстве в Якутске дошёл до финала, проиграв в решающем поединке олимпийскому чемпиону Алексею Тищенко.
В 2008 году Игнатьев поднялся в первую полусреднюю весовую категорию и на чемпионате России в Калининграде вновь одолел всех своих соперников, став таким образом двукратным чемпионом страны. Благодаря череде удачных выступлений удостоился права защищать честь страны на чемпионате мира по боксу в Милане, где сумел дойти до 1/16 финала, уступив со счётом 2:12 чешскому боксёру Зденеку Хладеку. При этом звание национального чемпиона уступил Александру Соляникову, потерпев от него поражение на стадии четвертьфиналов российского национального первенства в Ростове-на-Дону.
В 2010 и 2011 годах на чемпионатах России в Санкт-Петербурге и Уфе Максим Игнатьев оба раза был вторым, каждый раз в финале проигрывал Александру Соляникову, который находился в статусе первого номера сборной в первом полусреднем весе. Из крупных международных турниров в этот период выступил только на чемпионате Европы в Анкаре — добрался здесь до стадии четвертьфиналов, где был остановлен ирландским боксёром Рэем Мойлеттом, который в итоге и стал победителем этого турнира.
В 2012 году Игнатьев принял решение завершить спортивную карьеру. За выдающиеся спортивные достижения удостоен почётного звания «Мастер спорта России международного класса». Ныне проживает в городе Люберцы Московской области.